# 立花種次
立花 種次（たちばな たねつぐ）は、江戸時代前期の旗本、大名。筑後国三池藩の初代藩主。

## 略歴
江戸幕府旗本立花直次の長男として、慶長9年（1604年）8月に生まれた。高橋紹運は祖父。立花宗茂は伯父で、宗茂の養嗣子忠茂は異母弟にあたる。
元和3年（1617年）、父の死去により家督を継いで、5月3日、将軍徳川秀忠に初めて拝謁し、11月に常陸国柿岡領5,000石の遺領の継承を許された。
元和7年（1621年）1月10日、5,000石を加増されて合計1万石とされた上に、父の旧領である筑後国三池郡のうち1万石に移封された。これが三池藩となる。
元和8年（1622年）8月6日、父と同じ従五位下に叙された。
寛永3年（1626年）、後水尾天皇の二条城行幸のために徳川家光が上洛したのに従い、参内の供奉を務めた。
移封当初は宗茂の居城である柳川城下に屋敷を構えていたが、寛永4年（1627年）、三池郡内に陣屋を築き、これに移った。
寛永7年（1630年）3月29日に死去した。享年27。直次種次の二代に仕えた平塚増次が追腹を行った。
跡を長男の種長が継いだ。

## 系譜
父母
- 立花直次（父）
- 養福院 ー 筑紫広門の娘（母）

正室
- 青樟院 ー 佐久間勝之の娘

子女
- 立花種長（長男）生母は青樟院（正室）
- 立花種世（次男）生母は青樟院（正室）
- 伊達宗勝継室 ー 立花宗茂の養女